# سیارک ۱۴۲۵۸
سیارک ۱۴۲۵۸ (به انگلیسی: 14258 Katrinaminck، نامگذاری:2000AM116) چهارده هزار و دویست و پنجاه و هشتمین سیارک کشف شده‌است که در ۵ ژانویه ۲۰۰۰ کشف شد.
قدر مطلق سیارک برابر ۱۷.۸ است.